# Скочна
Ско́чна (чеш. Skočná) — быстрый славянский народный танец, обычно в размере 2
4. Чешские композиторы Антонин Дворжак и Бедржих Сметана использовали этот танец в своих произведениях. У Сметаны он звучит в третьем акте оперы «Проданная невеста», где его исполняет труппа циркачей. Этот эпизод часто называют «Танцем комедиантов».
5-я, 7-я и 11-я из «Славянских танцев» Дворжака также написаны в форме скочны.